# 柏尾誠一郎
柏尾 誠一郎（かしお せいいちろう、1892年〈明治25年〉1月2日 - 1962年〈昭和37年〉12月16日）は、大阪府出身の男子テニス選手。1920年のアントワープ五輪において、テニスの男子ダブルスで熊谷一弥とペアを組み、日本人のスポーツ選手として史上初のオリンピック・メダルを獲得した選手として知られている。

## 経歴
1892年、大阪府に生まれる。旧制大阪府立北野中学校（現大阪府立北野高等学校）を経て、1913年に東京高等商業学校（現一橋大学）卒業。後にテニスの国際舞台でも活躍した清水善造は、柏尾と同じ東京高等商業学校庭球部のライバルであった。
大学卒業後三井物産に入社し、上海、ニューヨーク、リヨンの駐在員として働いたのち、横浜支店生糸部総務掛として勤務。職務の傍ら1918年と1919年の2度全米選手権の男子シングルスに出場したが、1918年は3回戦、1919年は2回戦で敗退している。
1920年のアントワープ五輪で、柏尾は男子シングルスとダブルスの2部門に出場した。シングルスでは3回戦で敗退したが、熊谷一弥とペアを組んだダブルスで決勝進出を果たす。金メダルをかけた決勝戦では、イギリスのマックス・ウーズナム＆オズワルド・ターンブル組に 2-6, 7-5, 5-7, 5-7 で敗れ、銀メダルを獲得。こうして柏尾誠一郎は日本人のスポーツ選手として、史上初めてのオリンピック・メダルを獲得した選手になり、オリンピックの歴史にも名前を残すことになった。なお、アントワープ五輪でメダルを獲得した日本人選手は、熊谷と柏尾の男子テニス1種目のみであった。（熊谷本人は後日、単複の銀メダルについて「日本代表選手として勝つべき試合に敗れ、悲憤痛恨の涙に暮れた」と回想している。）
1921年に日本が初めて男子テニス国別対抗戦・デビスカップに出場した時、柏尾は熊谷一弥、清水善造とともに日本代表選手に選ばれ、「アメリカン・ゾーン」のチャレンジ・ラウンド決勝まで勝ち進むがアメリカ・チームに5戦全敗で敗れる。このチームで柏尾はマネージャー的な存在であった。選手としては1923年に出場し、清水善造とペアを組んだダブルスで「アメリカン・ゾーン」準決勝のカナダ戦と決勝のオーストラリア戦に出場した。
現役引退後の1934年には、全日本学生庭球連盟副会長・日本庭球協会理事に就任し後進の育成に尽力した。1941年12月、三井物産シアトル出張所所長として赴任していた柏尾は太平洋戦争の勃発により当局に身柄を拘束され、翌1942年7月に交換船浅間丸に乗り帰国する。1945年、三井物産常任監査役に就任。その後三井物産を退社し、C.T.高橋商会常務取締役に就任。1962年12月16日、東京で死去。